# 알파-아밀레이스

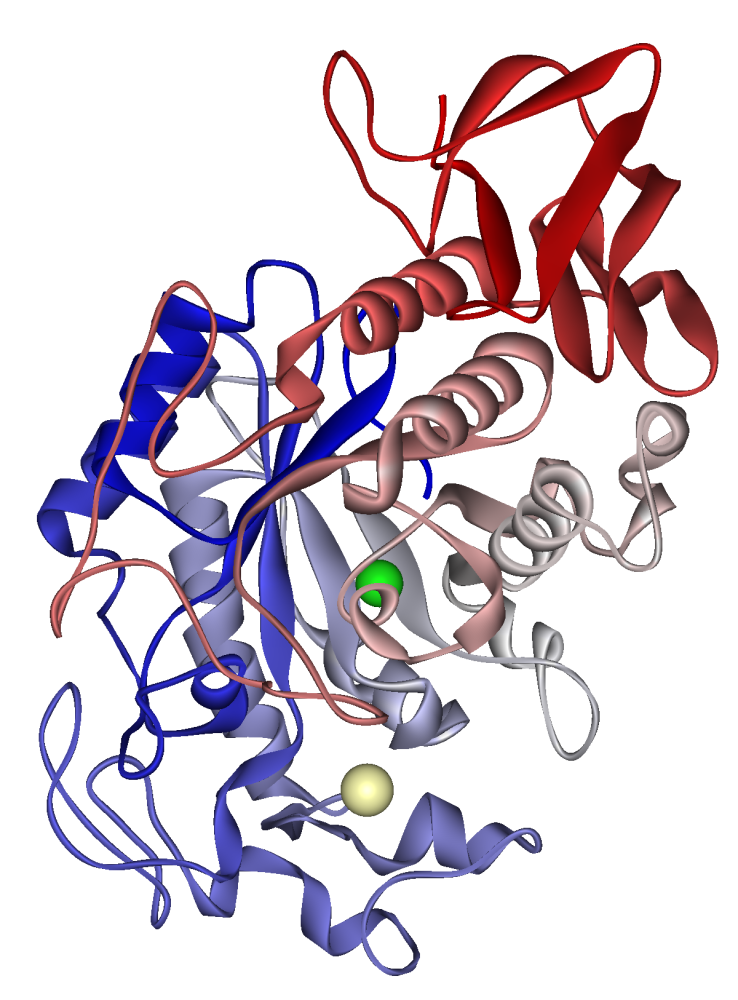

알파-아밀레이스(α-아밀레이스, α-amylase)는 아밀레이스의 한 종류로 셋 이상의 α-1,4연결 포도당 단위를 갖는 다당류에서 α-1,4 글리코사이드 결합을 가수분해시키는 효소이다. α-아밀레이스는 곡류 종자의 호분층에서 지베렐린에 의해 신생 합성된다.

## 같이 보기
- 아밀레이스
- 베타-아밀라아제
- 다이아스테이스